# Demeter György (orvos)
Demeter György (Bikafalva, 1876. szeptember 20. – Szeged, 1925. január 20.) egyetemes orvosdoktor, a törvényszéki orvostan nyilvános rendes tanára, a törvényszéki orvostani intézet igazgatója, törvényszéki rendes orvosszakértő, az orvosi karnak az 1922/23. tanévben volt jegyzője, az 1923/24. tanévben volt dékánja és a folyó tanévben prodékánja, a magyar Vörös Kereszt hadi díszítményes II-od osztályú érdemkereszt tulajdonosa.

## Életpályája
1902-ben a kolozsvári egyetemen szerzett orvosi oklevelet. Ezután a kolozsvári orvostani intézet tanársegéde, adjunktusa, majd igazgatója volt. 1912-ben magántanári képesítést szerzett. 1919-ben az egyetem nyilvános rendes tanára lett. 1922–1923 között az orvosi kar jegyzője volt. 1923–1924 között az orvosi kar dékánja, majd prodékánja volt.
Tanulmányai a magyar orvosi és egészségügyi szakfolyóiratokban jelentek meg.

## Díjai
- magyar Vörös Kereszt hadi díszítményes II-od osztályú érdemkereszt